# Caitlin Foord
Caitlin Jade Foord (ur. 11 listopada 1994 w Shellharbour) – australijska piłkarka występująca na pozycji napastniczki w angielskim klubie Arsenal oraz w reprezentacji Australii. Wychowanka Illawarra Sports High School, w trakcie swojej kariery grała także w takich zespołach, jak NSWIS, Central Coast Mariners, Sydney, Sky Blue, Perth Glory, Vegalta Sendai Ladies oraz Portland Thorns.